# Józef Załuski
Józef Andrzej Załuski (Luc'k, 12 gennaio 1702 – Kaluga, 7 gennaio 1774) è stato un vescovo cattolico, politico e bibliografo polacco.
Apparteneva ad una nobile famiglia della piccola aristocrazia terriera del clan di Junosza.

## Biografia
Come suo fratello Andrzej Stanisław Załuski e altri suoi parenti intraprese la carriera nell'alto clero polacco; prima di allora era stato educato nelle università di Varsavia, Danzica e Cracovia in Polonia, e alla Sorbona a Parigi.
Prese gli ordini nel 1727 e l'anno successivo divenne canonico di Cracovia e accompagnò Stanislao I in un'ambasceria in Francia, fu capitano delle guardie alla corte di Caterina Opalińska; nel 1735 divenne abate commendatario dell'Abbazia di Fontenay, carica che mantenne fino al 1750; nel 1759 divenne abate di Wąchock e poi vescovo di Kiev.
Appositore di Stanislao II Augusto Poniatowski, fece parte del Sejm di Repnin come Kajetan Sołtyk, arcivescovo di Cracovia, Gabriel Podoski e il nobile Wacław Piotr Rzewuski e nel 1773 fu imprigionato a Kaluga.
Józef fu un grande scrittore e bibliotecario e fondò con il fratello la biblioteca Załuski a Varsavia, raccogliendo le collezioni di grandi bibliofili polacchi, come Jakub Zadzik, Krzystof Opaliński, Janusz Wiśniowiecki, Jerzy Mniszech e Giovanni III Sobieski.
Alla sua morte, la nuova formazione polacca della Commissione Nazionale dell'Educazione sarebbe voluta venire in possesso della straordinaria collezione, ma la zarina russa Caterina II lo impedì e fece trasferire la biblioteca a San Pietroburgo.
Załuski fu un membro importante dell'illuminismo polacco e fu anche fondatore della Società Polacca di Letteratura e convinse Stanisław Konarski a redigere il suo primo lavoro, Volumnia legum e sostenne gli scrittori Benedykt Chmielowski e Gottfried Lengnich nelle loro opere; inoltre tradusse dal francese numerosi testi di teologia, storia e scienza.

## Genealogia episcopale e successione apostolica
La genealogia episcopale è:
- Cardinale Opizio Pallavicini
- Vescovo Andrzej Chryzostom Załuski
- Vescovo Jerzy Albrecht Denhoff
- Vescovo Kazimierz Łubieński
- Vescovo Michał Szembek
- Vescovo Stanisław Józef Hozjusz
- Vescovo Adam Stanisław Grabowski
- Vescovo Wojciech Stanisław Leski, O.Cist.
- Vescovo Kajetan Ignacy Sołtyk
- Vescovo Józef Andrzej Załuski

La successione apostolica è:
- Vescovo Michał Wodzicki (1761)
- Vescovo Józef Michał Ignacy Franciszek Olędzki, Sch.P. (1763)
- Vescovo Krysztof Hilary Szembek (1767)